# Steve Jackson (designer de jogos americano)
Steve Jackson (EUA, 1953) é um empresário e  projetista de jogos americano. É o fundador da Steve Jackson Games. Montou o sistema GURPS com a ideia de criar um sistema de RPG  no qual fosse possível a criação de aventuras em qualquer ambiente escolhido pelos jogadores.
Ele é freqüentemente confundido com o Steve Jackson britânico, escritor de jogos e videogames, co-fundador da Games Workshop. A confusão é agravada pelo fato de que, enquanto no Reino Unido Jackson foi co-criador da série Fighting Fantasy (Aventuras Fantásticas), o Jackson estadunidense também escreveu três livros desta série (Scorpion Swamp, Demons of the Deep, e Robot Commando), e os livros nem sequer destacam que se trata de um outro Steve Jackson. Steve Jackson criou também o jogo de cartas colecionáveis Illuminati.

## Biografia

### Educação
Jackson graduou-se em 1974 pela Rice University, com especialização em biologia e ciência política, morando no Baker College antes de se mudar para Sid Richardson College, quando este último foi inaugurado em 1971. Ambos edifícios residenciais da referida universidade. Depois de se formar na Rice, começou a estudar direito na Universidade do Texas, mas largou a faculdade para seguir a carreira de projetista de jogos.

### Carreira
Steve Jackson, trabalhando na Metagaming Concepts, desenvolveu Monsters! Monsters! (1976) baseado em um design de Ken St. Andre descrito por seu RPG Tunnels & Trolls, e Godsfire (1976), um jogo no estilo conquista espacial em 3D, produzido por Lynn Willis.
Seu primeiro trabalho para a companhia foi Ogre (1977), seguido por G.E.V (1978), que foram criados num mesmo universo futurista, também por ele desenvolvido.:79
Depois de trabalhar por muitos anos na empresa e projetar jogos como  e The Fantasy Trip, deixou seu trabalho para fundar a Steve Jackson Games (SJ Games) no início de 1980. Ele projetou muitos dos jogos publicados pela SJ Games, como Car Wars, GURPS, Munchkin e muitos outros.
Jackson também é um ávido colecionador de jogos de Lego com temática pirata. Ele escreveu um jogo de miniaturas que utiliza conjuntos de Pirata, Evil Stevie's Pirate Game, chegando a exibi-lo em diversas convenções.
Recentemente, Jackson expôs sua Chaos Machine em várias convenções de ficção científica e jogos de guerra, incluindo a Worldcon 2006.